# Demons of the Mind
Demons of the Mind és una pel·lícula de terror britànica de 1972, dirigida per Peter Sykes i produïda per Anglo-EMI, Frank Godwin Productions i Hammer Film Productions. Va ser escrit per Christopher Wicking, basat en una història de Frank Godwin i es va estrenar el 5 de novembre de 1972. El repartiment inclou Gillian Hills (interpretant un paper originalment destinat a Marianne Faithfull), Robert Hardy, Patrick Magee, Michael Hordern  i Shane Briant.

## Argument
Un vidu adinerat tanca els seus dos fills grans, tement que es tornen bojos, igual que la seva dona. A continuació, convida un metge de dubtosa reputació a supervisar la seva salut mental i curar-los de l'atracció antinatural que tenen l'un per l'altre. Mentrestant, als voltants de la mansió, s'estan produint assassinats al poble local i un sacerdot viatger arriba per ajudar a expulsar els dimonis locals.

## Repartiment
- Robert Hardy - Zorn
- Shane Briant - Emil
- Gillian Hills - Elizabeth
- Yvonne Mitchell - Hilda
- Paul Jones - Carl Richter
- Patrick Magee - Falkenberg
- Kenneth J. Warren - Klaus
- Michael Hordern - Sacerdot
- Robert Brown - Fischinger
- Virginia Wetherell - Inge
- Deirdre Costello - Magda
- Barry Stanton - Ernst
- Sidonie Bond - Esposa de Zorn
- Thomas Heathcote - Coachman
- Sheila Raynor - Old crone

## Antecedents
El títol de treball de la pel·lícula era Blood Will Have Blood.
"Hammer pensava que hi havia massa sang", va dir Wicking més tard. "No crec que ningú sabia que era una cita de Shakespeare perquè hauria dit que no ho era pas."
El rodatge va tenir lloc del 16 d'agost al setembre de 1971.
Peter Sykes va ser contractat després que Hammer estigués impressionat pel seu treball a Venom. La pel·lícula es va basar en la vida de Franz Mesmer.
Wicking diu que "hi va haver una mena d'esnobisme sobre" la pel·lícula "que crec que és una cosa dolenta". Diu que Sykes volia Paul Scofield i després Dirk Bogarde i quan cap dels dos va voler fer-ho, Hammer va sentir que no podien preguntar-li als seus líders habituals, Peter Cushing i Christopher Lee, i es va dirigir a Robert Hardy, cosa que Wicking va pensar que era un error.

## Recepció crítica
Time Out va anomenar la pel·lícula "una història de terror exòtica, wildeana, visualment tan extravagant i temptadora com una pintura decadent" que està "mal concebuda", però, per una sobreactuació grotesca". The Hammer Story: The Authorised History of Hammer Films va escriure sobre la pel·lícula: "Oblicua, ambiciosa i amb un aire de terror primordial, 'Demons of the Mind es mereixia el millor."